# Partido Comunista Colombiano
El Partido Comunista Colombiano (PCC) es un partido político colombiano. Fue fundado en 1930 como el Partido Comunista de Colombia, en ese momento era parte de la Internacional Comunista o la Komintern, y cambió su nombre en 1991. Desde diciembre de 2022 la Secretaria General del Partido Comunista Colombiano es Claudia Flórez Sepúlveda, siendo la primera mujer en ocupar el cargo. Su Medio de comunicación y difusión es el Semanario Voz.
El movimiento guerrillero de las Fuerzas Armadas Revolucionarias de Colombia - Ejército del Pueblo FARC-EP fue fundado como el brazo armado del PCC en 1964, pero en 1993 las FARC-EP y el Partido Comunista se separaron.
Antes de su separación, el PCC y las FARC-EP fundaron el partido político Unión Patriótica en 1985, luego de los Acuerdos de La Uribe firmados en 1984. La Unión Patriótica fue objeto de violencia política por parte de narcotraficantes, paramilitares y agentes de las fuerzas de seguridad a mediados de la década de 1980, lo que condujo a su eventual declive, virtual desaparición y exterminio a fines de los años 90. En 2013 la Unión Patriótica recupera su personería jurídica y se reconoció por parte del estado el genocidio político que sufrió el partido.
En diciembre de 2021 el PCC anunció que el Consejo Nacional Electoral tomó la decisión de devolverle su personería jurídica. De cara a las elecciones presidenciales de Colombia de 2022 integran la coalición Pacto Histórico, apoyaron a Gustavo Petro como candidato presidencial, quien resultó electo como Presidente de la República.
El 6 de agosto de 2022, el presidente electo de Colombia Gustavo Petro anunció a Gloria Inés Ramírez, dirigente del Partido Comunista Colombiano, como la nueva Ministra del Trabajo de Colombia.
El 13 de junio de 2025 inició el proceso de fusión con los partidos Colombia Humana, Polo Democrático Alternativo y Unión Patriótica para crear una nueva colectividad denominada Pacto Histórico, reemplazando a la coalición homónima.

## Historia

Antiguo imagotipo del Partido Comunista Colombiano

### De la fundación a los primeros años
El Partido Comunista de Colombia se fundó a partir de la convergencia de grupos intelectuales cercanos a la Revolución de Octubre y de la mayor parte de los militantes obreros del antiguo Partido Socialista Revolucionario de la década del 20. La falta de una línea unificada en el PSR (había un sector putchista y otro abiertamente liberal) llevó a que el ala más radical (donde figuraban los gremios de artesanos, las federaciones de obreros portuarios y del transporte, y las nacientes ligas agrarias e indígenas) aceptara las 21 condiciones de ingreso a la Internacional Comunista.
El proceso de construcción del PCC se vio marcado por el paso de destacados obreros comunistas al Partido Liberal Colombiano, (incluyendo su primer secretario general, Guillermo Hernández Rodríguez). Para 1934 el PCC se presenta a elecciones presidenciales con Eutiquio Timoté como candidato. El triunfo del liberal progresista Alfonso López Pumarejo y de su programa de “Revolución en marcha” se ve acompañado del crecimiento de los ataques de sectores radicales del conservatismo a las reformas. El PCC orienta entonces la conformación de un "Frente Popular Antifascista" junto con los obreros liberales, agremiados todos en la joven Central de Trabajadores de Colombia, CTC.
En el III Congreso del PCC en 1938, es nombrado secretario general el líder portuario Augusto Durán quien, afín al browderismo, orienta el cambio de nombre del partido a 'Partido Socialista Democrático'. El PSD se caracterizará por una línea política reformista acompañada por una manifiesta oposición al ingreso de intelectuales al Partido. Se vuelven entonces públicas las contradicciones entre Durán y Gilberto Vieira White. El enfrentamiento lleva al V Congreso (1947), conocido también como Congreso de Bucaramanga o Congreso de la Reconstrucción Leninista. En este es nombrado secretario general Gilberto Vieira White y recuperado el nombre de Partido Comunista de Colombia, al tiempo que caen rechazadas por las mayorías del Congreso las tesis del browderismo. El grupo de Durán (en el que se encuentran dirigentes obreros como Joaquín Moreno Díaz y Luis Morantes “Jacobo Arenas”) se desvincula del PCC y funda un fugaz Partido Comunista Obrero de Colombia. Esta ruptura disminuirá la influencia del PCC en la CTC y en el movimiento obrero en general, llevando al fortalecimiento del trabajo agrario en zonas de colonización campesina (Sumapaz, Viotá, Chaparral, Natagaima, Villarrica (Tolima))
El V Congreso lleva al PCC a corregir la caracterización fascista que le atribuía el PSD al movimiento gaitanista (que le había llevado a apoyar a Gabriel Turbay, y no a Jorge Eliécer Gaitán, en las elecciones presidenciales del 1946). A partir de este momento, los comunistas orientarán un trabajo unitario con los gaitanistas, como lo demuestran las acciones conjuntas que se llevaron a cabo en los levantamientos de masas originados por el asesinato de Gaitán en 1948, especialmente en Bogotá y Barrancabermeja (el famoso “soviet de Barranca”).
En la época de La Violencia (1925 - 1958) los grupos paramilitares del conservatismo inician una persecución contra los campesinos liberales y comunistas. El PCC orienta la conformación de “autodefensas de masas” en las zonas comunistas de Sumapaz, el Tolima y el Cauca. De Chaparral a Rioblanco parte la comunista Columna Móvil Luis Carlos Prestes (comandada por Isauro Yosa, “Mayor Líster”), que converge en Rioblanco con las guerrillas liberales de los Loayza y los Marín (entre ellos Pedro Antonio Marín). Ante la amnistía del gobierno de Rojas Pinilla (que ilegalizó al PCC) para las guerrillas en 1953, los comunistas deciden no entregarse y replegarse manteniéndose vigilantes, orientación también seguida por líderes campesinos liberales como Pedro Antonio Marín y Jacobo Prías Alape “Charro Negro”. Guerrilleros liberales amnistiados inician el señalamiento contra el campesinado comunista, ante lo cual deben reactivarse las “autodefensas de masas”. Para 1955 el gobierno lanza sucesivos operativos militares contra Villarrica (Tolima), municipio considerado de amplia influencia comunista, generando la reactivación de las guerrillas móviles.
Entre 1958 y 1960, las autodefensas campesinas comunistas conformaron unas "repúblicas independientes" en el sur de Colombia, sin autoridad del estado pero silenciando sus armas, alcanzado una relativa paz después de La Violencia partidista.

### Años 1960
En 1960 se reactiva la lucha armada de estos campesinos con el asesinato en Gaitania (Tolima) de Jacobo Prías Alape. Se realiza en 1961 en la absoluta clandestinidad el IX Congreso del PCC donde comienza a esbozar la famosa tesis de la “combinación de todas las formas de lucha” como vía estratégica para la liberación nacional. El endurecimiento de la represión oficial contra los grupos campesinos del Sur del Tolima, lleva a que el Partido destaque cuadros políticos para la región. Los más destacados son Luis Morantes “Jacobo Arenas”, miembro del Comité Central del PCC; y Hernando González Acosta, del Comité Central de la Juventud Comunista. En mayo de 1964 inicia la Operación Marquetalia, en al que cerca de 16.000 efectivos del Ejército cercan al movimiento campesino del sur del Tolima en la llamada “república independiente” de Marquetalia en el marco de la "Operación Soberanía". Los campesinos, comandados por Pedro Antonio Marín (que ya había tomado el nombre de combate de “Manuel Marulanda Vélez”, en memoria de un líder sindical, de zapateros de manizales) logran romper el cerco y realizan la II Conferencia del Frente Guerrillero Sur, donde declaran fundada a las Fuerzas Armadas Revolucionarias de Colombia (FARC).
El XXVI Pleno del Comité Central de 1964 expulsa importante cuadros del Partido como Pedro Vásquez Rendón y Francisco Garnica por su adscripción maoísta. El conflicto chino-soviético llevará a que importantes sectores de la militancia se desvinculen y funden el Partido Comunista de Colombia – Marxista Leninista pro-Chino en 1965. En 1966 y en la clandestinidad que imponía el Frente Nacional, se lleva a cabo en Viotá (Cundinamarca) el X Congreso del PCC. En este Congreso es expone finalmente la tesis de la combinación de todas las formas de lucha, que sostenía que en Colombia la vía revolucionaria pasaba por la combinación de toda una gama de luchas de masas que iban desde las reivindicaciones cívicas (como el acceso al deporte y la cultura) hasta la lucha armada, pasando por la participación en elecciones. De esta manera el PCC destacó varios cuadros de la Juventud Comunista al movimiento armado (Jaime Bateman Cayón, Carlos Pizarro Leongómez, Iván Marino Ospina, Álvaro Fayad) y participó al tiempo en las elecciones estableciendo una alianza táctica con el Movimiento Revolucionario Liberal, bajo cuya lista se presentaban los candidatos comunistas.

### Años 1970
En la década de 1970, el Partido Comunista participó activamente en la conformación de la Unión Nacional de Oposición, junto al Movimiento Amplio Colombiano, MAC, (escisión de la Anapo) y el maoísta Movimiento Obrero Independiente y Revolucionario, MOIR. En las listas de la UNO los comunistas lograron una presencia nacional logrando participar en numerosos concejos y asambleas, especialmente en Bogotá, Viotá, Sumapaz, Cabrera, Cimitarra y el sur del Tolima. El PCC orientaba la Central Sindical de los Trabajadores de Colombia (CSTC), filial colombiana de la Federación Sindical Mundial, y logró ser la vanguardia del movimiento por el acceso a la vivienda en Colombia a través de la Central Nacional Provivienda (CENAPROV); bajo la influencia de CENAPROV surgieron numerosos barrios populares en todas las ciudades del país (Salvador Allende, Nuevo Chile y Policarpa Salavarrieta en Bogotá; Ciudadela Cuba y Leningrado en Pereira; Julio Rincón y El Rodeo en Cali; María Cano e Ignacio Torres Giraldo en Palmira; La Libertad en Neiva; Manuela Beltrán en Bucaramanga etc.). Las divergencias con el MOIR terminaron disolviendo la UNO para finales de la década, ante lo cual el Partido lanzó el Frente Democrático, como frente de unidad de la izquierda en torno a la candidatura presidencial del socialista liberal Gerardo Molina, sin lograr mayores éxitos.

### Años 1980
Para 1980, el XIII Congreso del PCC proclama la posibilidad de una verdadera apertura democrática contra el proceso de lo que llamaban "fascistización" que conllevaba el gobierno de Julio César Turbay Ayala.[cita requerida] Por tanto en la línea política de los comunistas debían ser prioritarias las acciones de masas y específicamente las luchas sindicales, agrarias, estudiantiles y electorales. Esta postura, acompañada de las conclusiones de la VII Conferencia de las FARC-EP (que cambiaban este nombre por el de FARC – Ejército del Pueblo, al considerar que las condiciones del país daban para un nuevo estadio de la lucha armada, ahora con tintes insurreccionales), lleva a divergencias programáticas entre el PCC y el movimiento guerrillero que serán confirmadas por el XVI Congreso Extraordinario del Partido en 1991 (donde se concluye que el papel principal del PCC frente al conflicto armado es la lucha por la solución política negociada entre las partes) y por el VIII Conferencia de las FARC-EP en 1993 (donde orientan la creación de todo un cuerpo de milicias urbanas y de trabajo clandestino, y se desvinculan de toda opción electoral).
En 1985 el PCC integró con otras fuerzas Unión Patriótica, movimiento político amplio y democrático al que pertenecían también las FARC-EP (en proceso de paz con el gobierno de Belisario Betancur), y distintos grupos políticos de izquierda. La UP era un frente electoral amplio orientado a la conquista de una serie de reformas mínimas para la apertura democrática (reforma agraria, reforma urbana, democratización de las fuerzas militares, fin de la doctrina de seguridad nacional, respeto a los derechos humanos). Contra la UP se desarrolló una operación de exterminio por parte de grupos narcotraficantes y paramilitares, así como por organismos de seguridad del estado colombiano como el DAS y el F2. Para el PCC esto representó un saldo de cerca de 3.000 militantes asesinados (entre ellos los candidatos presidenciales Jaime Pardo Leal y Bernardo Jaramillo Ossa; el exsecretario de la Juventud Comunista Colombiana José Antequera; y dirigentes como Teófilo Forero y Manuel Cepeda Vargas).
Para 1986, la central obrera comunista (CSTC), la liberal Unión de Trabajadores de Colombia (UTC) y el llamado sindicalismo independiente, forman la Central Unitaria de Trabajadores de Colombia, CUT, donde los comunistas mantenían alta influencia.

### Años 1990
La caída del “socialismo real” y el genocidio contra la UP (que representó la práctica eliminación física de los regionales comunistas de Urabá, Sucre, Cesar, Guaviare y Meta), sume al PCC en una aguda crisis representada por el marcado descenso de la militancia y la pérdida de la anterior influencia sindical y de masas. El XVI Congreso Extraordinario de 1991 cambia el nombre de la organización por el de Partido Comunista Colombiano a petición de Gilberto Vieira White, quien a su vez abandona la secretaría general que es asumida por Álvaro Vásquez del Real; al tiempo, el XVI Congreso hace visible la crisis orgánica del Partido ante la salida de importantes cuadros de la organización hacia la socialdemocracia y el liberalismo y la pérdida de casi toda la militancia de la Juventud Comunista. En 1993 se perpetra el crimen del secretario nacional de organización, Miller Chacón, y al año siguiente es asesinado el por ese entonces director nacional, Manuel Cepeda Vargas, último senador de la UP. Con la pérdida de la curul del concejal comunista de Bogotá, Mario Upegui, en 1998, la UP pierde la personería jurídica y prácticamente deja de existir.

### El PCC en la actualidad
El Partido Comunista Colombiano fue integrante fundador del Frente Social y Político que más tarde hizo parte de la coalición Alternativa Democrática que se disolvió, dando paso a la participación como tendencia en el Polo Democrático Alternativo. Las políticas unitarias del PCC vienen dictadas por las conclusiones de su XIX Congreso "Unidad por un gobierno democrático", realizado en 2005. Su más reciente Congreso, el XXI, celebrado en julio de 2012, reafirmó su vocación unitaria (bajo la consigna "¡Juntemos las Rebeldías!"), manteniéndose en el PDA, a la vez que participa y acompaña al nuevo movimiento político y social 'Marcha Patriótica', surgido al calor de la celebración y conmemoración de los 200 años de la declaración de Independencia. De igual manera, en este último Congreso se actualizó la línea política y se reformaron los estatutos y el programa del Partido.
El Partido Comunista edita el semanario Voz, el periódico de izquierda más antiguo del país, fundado en 1957, que es dirigido por Carlos Lozano Guillén. De la misma forma el PCC se encarga de la publicación de teoría marxista Taller. El actual secretario general del PCC es el intelectual, poeta y exconcejal de Bogotá Jaime Caycedo Turriago.
En el 2012, el PCC fue expulsado del Polo Democrático Alternativo, ya que este argumentaba que en el PCC hacía doble militancia por ser partícipes del movimiento social y político Marcha Patriótica. El PCC decidió en su XXI congreso fortalecer el movimiento social y político Marcha Patriótica como apuesta en busca de la paz, la soberanía y la segunda y definitiva independencia. Tras su expulsión del PDA, partidos cercanos al PCC, los cuales también hacían parte de la coalición PDA, se retiran de esta colectividad.
En el 2013 obtiene la recuperación de la personería jurídica correspondiente al partido político Unión Patriótica (UP), después haberla perdido de manera injusta, como parte de las acciones de dignificación del gobierno colombiano hacia este partido por el genocidio que sufrió en los años 80´s por parte de grupos paramilitares, narcotraficantes y agentes del estado. Luego, en el V Congreso de la UP que se realizó en noviembre del año 2013, el PCC y otros movimientos sociales y políticos; entre ellos, Marcha Patriótica, asumieron la tarea de reconstruir la UP y la Unión de Jóvenes Patriotas (UJP) en todo el país.
En 2018, el PCC participó de la coalición Decentes que eligió a Aída Avella, miembro de su Comité Central y Presidenta Nacional de la Unión Patriótica, como senadora de la República.
En diciembre de 2021 el PCC anunció que el Consejo Nacional Electoral tomó la decisión de devolverle su personería jurídica. De cara a las elecciones presidenciales de Colombia de 2022 integran la coalición Pacto Histórico, apoyaron a Gustavo Petro en la consulta interpartidista.

## Persecución a sus militantes
Durante la mayor parte de su historia, el PCC ha sido objeto de represión y persecución por parte de particulares, agentes del gobierno activos y retirados, y otros. El PCC se vio severamente debilitado por masacres y asesinatos de paramilitares desde principios de los años ochenta hasta mediados de los noventa.
Un destacado personaje del PCC, Arturo Díaz García, fue asesinado el 21 de diciembre de 2005 en el corregimiento de Toche en el municipio de Ibagué, Tolima. Los partidarios de David Ravelo, un miembro del comité central del PCC que está cumpliendo una condena de 18 años por conspirar para asesinar a un funcionario municipal, sostienen que es un preso político que fue procesado de manera ilegítima.
Cerca de 7 000 militantes comunistas han sido asesinados desde la década de 1980.
En 2019 el Partido Comunista Colombiano entregó un informe sobre 535 hechos de asesinatos y desapariciones a la Jurisdicción Especial para la Paz (JEP).
En mayo de 2021, el PCC fue reconocido como víctima colectiva del Conflicto armado interno en Colombia por la Jurisdicción Especial para la Paz (JEP), con 1200 víctimas durante 58 años.

## Congresistas actuales
Los congresistas apoyados por el PCC, para el periodo legislativo 2022-2026, son:
'Senado'
El Partido Comunista Colombiano apoyó la candidatura de la presidenta de la Unión Patriótica, Aída Avella, quien fue electa dentro de la coalición Pacto Histórico.
| Senadora             | Circunscripción |
| -------------------- | --------------- |
| Aída Avella Esquivel | Nacional        |

'Cámara de Representantes'
Gabriel Becerra, ex secretario general de la Juventud Comunista Colombiana (JUCO), dirigente del PCC y actual secretario general de la Unión Patriótica, fue electo con el aval legal de la UP dentro de la coalición Pacto Histórico.
| Representante         | Circunscripción |
| --------------------- | --------------- |
| Gabriel Becerra Yáñez | Bogotá, D. C.   |

## Directiva

### Secretarios generales
| N.º | Secretario          | Secretario               | Mandato | Mandato     |
| N.º | Secretario          | Secretario               | Inicio  | Fin         |
| --- | ------------------- | ------------------------ | ------- | ----------- |
| 1   | Bandera de Colombia | Luis Vidales             | 1932    | 1934        |
| 2   | Bandera de Colombia | Ignacio Torres Giraldo   | 1934    | 1938        |
| 3   | Bandera de Colombia | Augusto Durán            | 1938    | 1947        |
| 4   | Bandera de Colombia | Gilberto Vieira White    | 1947    | 1991        |
| 5   | Bandera de Colombia | Álvaro Vásquez del Real  | 1991    | 1992        |
| 6   | Bandera de Colombia | Manuel Cepeda Vargas     | 1992    | 1994        |
| 7   | Bandera de Colombia | Jaime Caycedo Turriago   | 1994    | 2022        |
| 8   | Bandera de Colombia | Claudia Flórez Sepúlveda | 2022    | En el cargo |

### Presidentes
Cargo creado en diciembre de 2022, tras el XXIII congreso del partido.
| N.º | Secretario          | Secretario             | Mandato | Mandato     |
| N.º | Secretario          | Secretario             | Inicio  | Fin         |
| --- | ------------------- | ---------------------- | ------- | ----------- |
| 1   | Bandera de Colombia | Jaime Caycedo Turriago | 2022    | En el cargo |

## Militantes Históricos
Entre los militantes históricos del PCC se encuentran:
- Luis Vidales (secretario general 1932-1934)
- Luis Tejada
- Ignacio Torres Giraldo (secretario general entre 1934 a 1938)
- Tulio Guevara (cofundador del Partido Comunista Colombiano)
- José Gonzalo Sánchez (Indígena, Presidente de la Confederación Campesina e Indígena y cofundador del Partido Comunista Colombiano)
- Alvaro Mosquera Muñoz (Cofundador y Director del Semanario Voz, Revista Documentos Políticos)
- Gilberto Vieira White (secretario general de 1947-1991)
- Pedro Nel Gómez
- Jaime Pardo Leal (candidato presidencial asesinado)
- Bernardo Jaramillo Ossa (candidato presidencial asesinado)
- Eutiquio Timoté (dirigente indígena y candidato presidencial)
- Manuel Marulanda Vélez (cofundador de las FARC-EP)
- Jacobo Arenas (cofundador de las  FARC-EP)
- Tirso Vélez
- Orlando Higuita (dirigente agrario)
- Alfonso Conde Cotes
- Álvaro Vásquez del Real
- Jaime Caycedo
- Manuel Cepeda Vargas (periodista)
- Yira Castro (periodista)
- Edgar Caicedo (periodista)
- Hernando Hurtado (periodista)
- Julio Rincón
- Leonardo Posada
- Joaquín Moreno Díaz
- Henry Millán González
- Israel Ortigoza
- Mario Upegui
- Miller Chacón
- Julio Cañón (alcalde)
- María Mercedes Méndez (alcalde)
- Ana Carlina Bohorquez Triana (la primera alcaldesa por voto popular de La Montañita (Caquetá))
- Miguel Ángel Díaz
- Pastor Pérez
- Teófilo Forero
- Henry Cuenca
- León Zuleta
- Hernando González Acosta
- José Antequera
- Pablo Caicedo
- Jesús Santrich
- Norma Patricia Galeano
- Jacobo Prías Álape
- Gloria Inés Ramírez (Ministra de Trabajo)
- Edgar Emiro Fajardo

## Elecciones

### Elecciones presidenciales
| Elección | Candidatos                                       | Primera vuelta | Primera vuelta | Segunda vuelta | Segunda vuelta | Resultado           | Nota                        |
| Elección | Candidatos                                       | Votos          | %              | Votos          | %              | Resultado           | Nota                        |
| -------- | ------------------------------------------------ | -------------- | -------------- | -------------- | -------------- | ------------------- | --------------------------- |
| 1974     | Hernando Echeverri Mejía                         | 137.054        | 2.70           |                |                | No electo (cuarto)  | Unión Nacional de Oposición |
| 1978     | Julio César Pernía                               | 97.234         | 1.90           |                |                | No electo (tercero) | Unión Nacional de Oposición |
| 1982     | Gerardo Molina Ramírez                           | 82.858         | 1.21           |                |                | No electo (cuarto)  | Unión Nacional de Oposición |
| 1986     | Jaime Pardo Leal                                 | 328.752        | 4.54           |                |                | No electo (tercero) | Unión Patriótica            |
| 1990     | Sin candidato (respaldo a Antonio Navarro Wolff) | 754.740        | 12.48          |                |                | No electo (tercero) |                             |
| 1994     | Sin candidato (respaldo a Antonio Navarro Wolff) | 219.241        | 3.79           |                |                | No electo (tercero) |                             |
| 1998     |                                                  |                |                |                |                |                     |                             |
| 2002     | Sin candidato (respaldo a Luis Eduardo Garzón)   | 680.245        | 6.15           |                |                | No electo (tercero) |                             |
| 2006     | Sin candidato (respaldo a Carlos Gaviria Díaz)   | 2,613,157      | 22.02          |                |                | No electo (segundo) |                             |
| 2010     | Sin candidato (respaldo a Gustavo Petro)         | 1,331,267      | 9.13           |                |                | No electo (cuarto)  |                             |
| 2014     | Sin candidato (respaldo a Clara López)           | 1,958,414      | 15.23          |                |                | No (cuarto)         |                             |
| 2018     | Sin candidato (respaldo a Gustavo Petro)         | 4.851.254      | 25.08          | 8.034.189      | 41.81          | No (segundo)        | Decentes                    |
| 2022     | Sin candidato (respaldo a Gustavo Petro)         | 8.541.617      | 40.34          | 11.291.986     | 50.44          | Sí (primero)        | Pacto Histórico             |